# Stanisław Byrski
Stanisław Roman Byrski (ur. 24 listopada 1911 w Warszawie, zm. 3 stycznia 1966 w Łodzi) – polski scenograf, dyrektor teatru „Pinokio” w latach 1958–1962, malarz.

## Życiorys
Byrski w 1928 ukończył naukę w gimnazjum im. M. Reja w Warszawie. Następnie studiował do 1930 na Wydziale Humanistycznym Uniwersytetu Warszawskiego. Następnie podjął studia z zakresu malarstwa sztalugowego na Akademii Sztuk Pięknych w Warszawie, które ukończył, broniąc dyplom w czerwcu 1939 w pracowni Mieczysława Kotarbińskiego. Podczas studiów pracował w Muzeum Narodowym i w Instytucie Propagandy Sztuki. Podczas II wojny światowej był modelatorem i projektantem w Spółdzielni Pracy Stolarsko-Zabawkarskiej oraz uczestniczył w podziemnych wystawach sztuki – w Wystawie Malarstwa Podziemnego w Warszawie przy ul. Kruczej w 1943.
Po wojnie przeprowadził się do Łodzi, gdzie pracował w Wydziale Kultury, a następnie był nauczycielem w Szkole Przemysłu Artystycznego. Ponadto kierował katedrą malarstwa w Państwowej Wyższej Szkole Sztuk Plastycznych w Łodzi. W 1946 zaangażował się w działalność teatru lalkowego, wraz z żoną, Wandą Byrską, opracował scenografię do przedstawienia „O żaczku-szkolaczku” w Dziecięcym Teatrze Kukiełkowym w Łodzi (późniejszy Teatr „Pinokio”). W latach 1947–1957 był kierownikiem plastycznym teatru. W latach 1958–1962 pełnił funkcję dyrektora i kierownika artystycznego teatru. W 1962 z powodu ciężkiej choroby zrezygnował z posady.
Współpracował ponadto z Teatrem Baj w Warszawie, Teatrem Młodego Widza w Poznaniu (1951–1952) oraz Teatrem im. Stefana Żeromskiego w Kielcach (1958). Był Członkiem Plenum Zarządu Okręgu ZPAP Był autorem pejzaży, portretów i martwej natury.

### Życie prywatne
Jego rodzicami byli: Stanisław i Karolina Byrscy. Jego bratem – Tadeusz Byrski – aktor i reżyser, a jego żoną – Wanda Byrska z d. Pawłowska – scenografka i reżyserka.
Został pochowany na Starym Cmentarzu w Łodzi.

## Wyróżnienia
- Krzyż Kawalerski Orderu Odrodzenia Polski[3],
- Nagroda za scenografię do „Bajki chińskiej” Anny Świrszczyńskiej na Międzynarodowym Festiwalu Teatrów Lalek w Warszawie (1962)[2].

## Scenografie
- „O żaczku-szkolaczku” (1946),
- „Historia cała o niebieskich migdałach” (1947, 1957),
- „Pinokio” (1948, 1957),
- „Czarodziejski kalosz” (1948),
- „Kret i zając” (1950),
- „Pieśń Sarmiko” (1951),
- „Pierścień i róża” (1958),
- „Powrót Odysa” (1958),
- „Dziadek Zmruż-Oczko” (1959),
- „Bajka chińska” (1960),
- „Pan Twardowski” (1962),
- „Czarodziejski kalosz” (1949)[1].